# Мадагаскарські колючі хащі
Мадагаскарські колючі хащі або Мадагаскарські колючі ліси (ідентифікатор WWF: AT1311) — афротропічний екорегіон пустель і склерофітних чагарників, розташований на південному заході та півдні Мадагаскару.

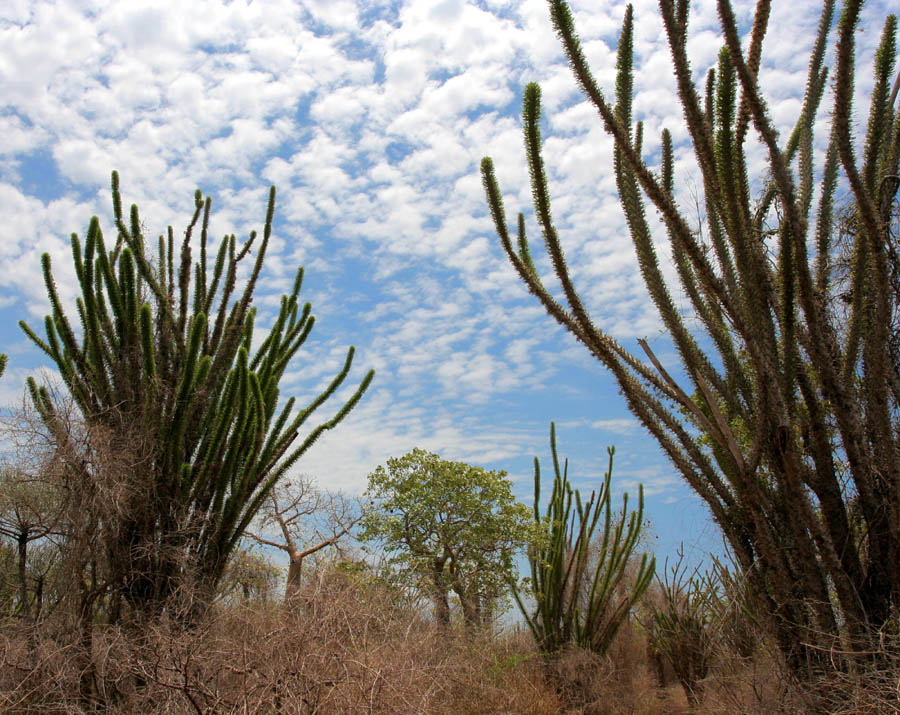
Зарості Alluaudia procera (Alluaudia procera)

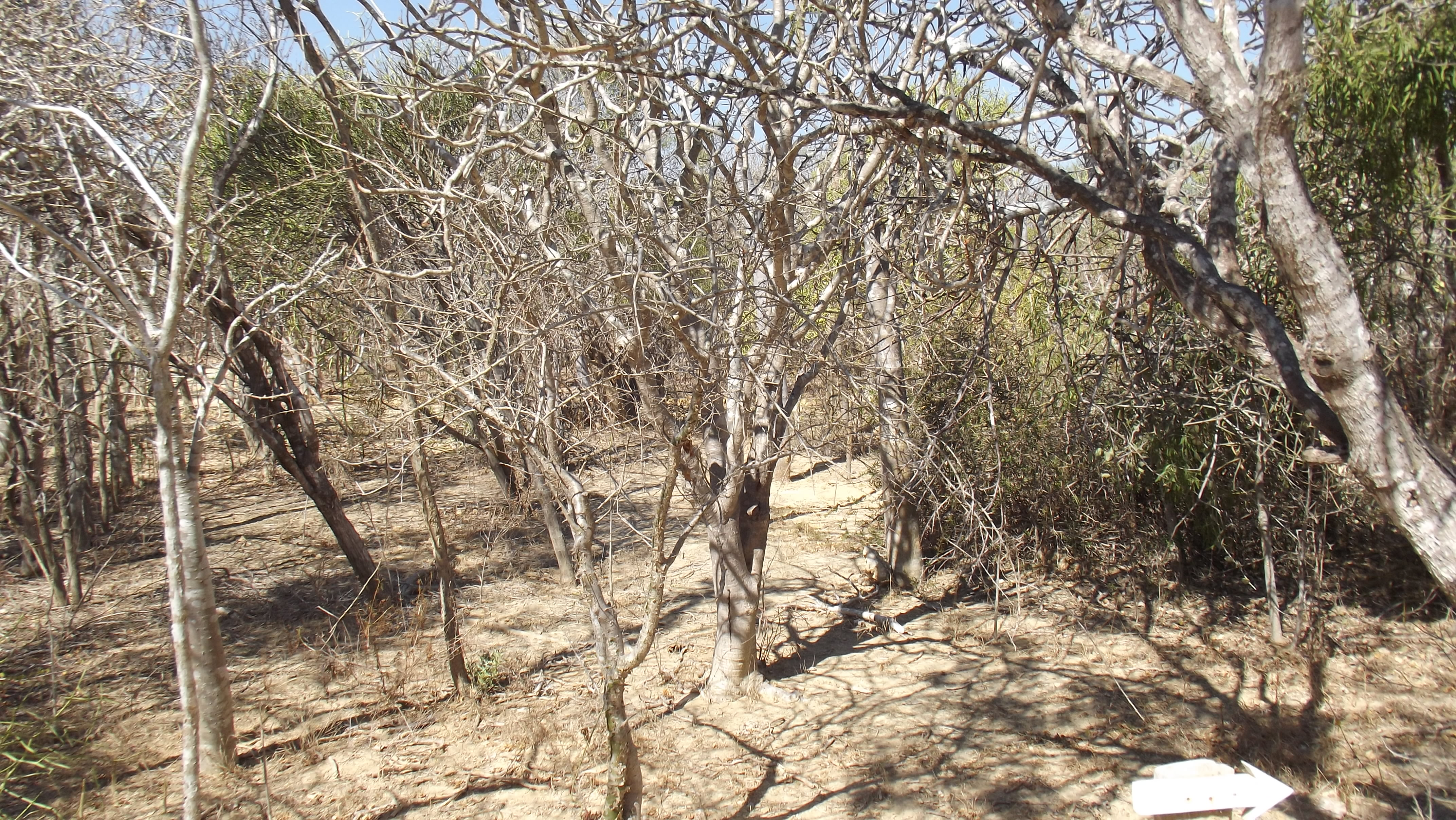
Колючі хащі в дендрарії Анцокайський дендрарій

## Географія
Екорегіон мадагаскарських колючих хащів охоплює південно-західні та південні райони острова Мадагаскар. Він простягається від річки Мангокі на південний схід до західних схилів Анусієнських гір, через території Аціму-Андрефани, Андруа та Анузі. На півночі і сході регіон переходить у мадагаскарські сукулентні рідколісся, а на південному сході — у мадагаскарські помірно вологі ліси та у мадагаскарські вологі ліси.
З геологічної точки зору основу плато Махафалі, розташованого на південному заході екорегіону, становлять третинні вапняки, а основу півдня та південного сходу регіону — неконсолідовані червоні піски. Загалом рельєф регіону представлений рівнинами, які переважно лежать на висоті від 55 до 200 м над рівнем моря та поступово спускаються від Мадагаскарського нагір'я у внутрішній частині острова до Мозамбіцької протоки та Індійського океану.

## Клімат
В межах екорегіону домінує напівпустельний клімат (BSh за класифікацією кліматів Кеппена). Посушливість регіону визначається його розташуванням у дощовій тіні Високого плато, яке блокує проникнення вологих північно-західних вітрів, що дмуть з Індійського океану. Середньорічна кількість опадів на більшій частині екорегіону становить менше 500 мм, в деяких прибережних районах, розташованих на крайньому південному заході Мадагаскару, де сухий сезон триває від 9 до 11 місяців, середньорічна кількість опадів становить менше 350 мм. Більшість дощів випадає під час вологого сезону з жовтня по квітень. З року в рік опади можуть випадати нерегулярно, іноді трапляються тривалі періоди посухи, які можуть тривати кілька років. Пористі ґрунти та гірські породи регіону погано утримують вологу, внаслідок чого рослини вимушені розвивати пристосування, що допоможуть їм накопичити невелику кількість доступної води та запобігти її втраті. Середня максимальна температура в екорегіоні коливається від 30 °C до 33 °C, а середня мінімальна температура — від 15 °C до 21 °C.

## Флора
Рослинний покрив прибережної частини екорегіону представлений колючими чагарниковими заростями, основу яких складають листопадні здерев'янілі чагарники та листопадні і вічнозелені сукуленти. У внутрішній частині регіону поширена мозаїка колючих хащів та вторинних луків. Ця мозаїка є результатом тривалої деградації хащів, спричиненої поступовим осушенням клімату, яке відбувалося протягом останніх 4000 років, а також антропогенним втручанням, яке відбувалося впродовж останніх 2000 років.
Колючі хащі або колючі ліси регіону зазвичай досягають 3-6 м у висоту, однак деякі дерева, що ростуть в них, зокрема піднесені аллюодії (Alluaudia ascendens) та високі аллюодії (Alluaudia procera) з родини Дідієрієві (Didiereaceae), можуть досягати 10 м у висоту. Серед інших дерев, що становлять основу хащів регіону, слід відзначити тетраптерокарпон Жаї (Tetrapterocarpon geayi), пропеллерне дерево (Gyrocarpus americanus spp. glaber) та баобаб за (Adansonia za), а також різні види комміфорових дерев (Commiphora spp.) та різноманітні представники родин Бурзерові (Burseraceae), Дідієрієві (Didiereaceae), Молочаєві (Euphorbiaceae), Фісташкові (Anacardiaceae) та Бобові (Fabaceae). В чагарниковому ярусі переважають кущі з родини Бобові (Fabaceae) та ліани з родини Ластівневі (Asclepiadoideae).
Флора екорегіону змінюється із заходу на схід, що призводить до формування різних рослинних угруповань, відмінних за виглядом і структурою. Так, в хащах на сході екорегіону домінують високі аллюодії (Alluaudia procera) та піднесені аллюодії (Alluaudia ascendens), натомість на заході та північному заході регіону аллюодії не ростуть, а замість них поширені восьминогові дерева (Didierea madagascariensis), карликові баобаби фоні (Adansonia rubrostipa), дуже великі товстоноги Жаї (Pachypodium geayi), одні з найвищих дерев Мадагаскару, а також різні види делоніксів (Delonix spp.).
На крайньому північному заході екорегіону, в регіоні Мікеа, поширені прибережні ліси, які мають перехідний характер між колючими лісами екорегіону та сукулентними рідколіссями Західного Мадагаскару. Лісовий намет в них розташований на висоті 12 м над землею, нижче, ніж в типових сукулентних рідколіссях. Основу цих лісів складають представники родин Бобові (Fabaceae), Молочаєві (Euphorbiaceae), Бурзерові (Burseraceae) та Мальвові (Malvaceae). В підліску лісів Мікеа переважають різні види кротонів (Croton spp.), алое ваомбе (Aloe vaombe) та ліани, зокрема різні види діоскореї (Dioscorea spp.).
Вапнякові скелі Махафалі, що простягаються на схід від озера Ціманампецуца, також підтримують незвичайні рослинні угруповання, основу яких складають представники родин Молочаєві (Euphorbiaceae), Дідієрієві (Didiereaceae), Мальвові (Malvaceae) та Бобові (Fabaceae). Флора цього району включає характерні сукулентні види, такі як вузькогіллястий молочай (Euphorbia stenoclada) та пляшкове дерево (Moringa drouhardii). Плато Махафалі та мис Святої Марії, найпівденніша точка Мадагаскару, також вирізняються своєю особливою карликовою флорою.
Іншими рослинними угрупованнями екорегіону є невисокі чагарники, що ростуть на прибережних дюнах, та галерейні ліси, що простягаються вздовж великих річок, таких як Мандраре, Унілахі, Лінта та Фіхеранана. Галерейні ліси значно відрізняються за видовим складом від колючих лісів і скоріше нагадують високі листяні ліси Західного Мадагаскару. Також в екорегіоні є важливі ділянки перехідних лісів. Одна з них лежить біля західного підніжжя Анусієнських гір, де на дуже короткій відстані колючі хащі переходять у сухі перехідні ліси, а ті — у мадагаскарські вологі ліси. В цих перехідних лісах зростають рідкісні, ендемічні трикутникові пальми (Dypsis decaryi). Більша частина перехідних лісів перебуває позами межами заповідників.
Флора екорегіону мадагаскарських колючих лісів вирізняється найвищим рівнем ендемізму на Мадагаскарі: 48 % родів та 95 % видів, поширених тут, є ендеміками острова. Деякі з домінуючих лісових видів належать до родини Дідієрієві (Didiereaceae), майже всі кактусоподібні представники якої є ендеміками Мадагаскару. Деякі ендемічні представники екорегіону є надзвичайно рідкісними через їх обмежений ареал. До таких видів належать алое Сюзанни (Aloestrela suzannae), трикутникові пальми (Dypsis decaryi), а також крихітні чагарники молочая (Euphorbia spp.), товстонога (Pachypodium spp.) та гібіска (Hibiscus spp.), які вирощують у світі як декоративні види.
Багато колючих чагарників екорегіону мають пристосування до його екстремального посушливого клімату, такі як розгалужена коренева система з масивними бульбами, товсті сукулентні стебла та гілки, сукулентне, редуковане листя, колючки, а також воскові або волосисті покрови. Серед сукулентних рослин з товстими, каудексморфними стеблами, слід відзначити різні види баобабів (Adansonia spp.), товстоногів (Pachypodium spp.) та моринг (Moringa spp). Шипи поширені у багатьох рослин, зокрема у різних видів аллюодій (Alluaudia spp.), товстоногів (Pachypodium spp.), мімоз (Mimosa spp.) та дідієрій (Didierea spp.). Вони захищають рослини від тварин, які шукають вологу, і часто розміщуються на кінці великого листя, що допомагає рослині зменшити поверхню випаровування та втрату вологи. Деякі види молочаїв (Euphorbia spp.), що зустрічаються в регіоні, не мають листя, і здійснюють фотосинтез та дихання лише за допомогою стовбура та стебел. Серед інших пристосувань, які використовуються для боротьби з непередбачуваним режимом опадів, слід відзначити здатність до висихання і відновлення, токсичний сік та раннє цвітіння.

## Фауна
Фауна екорегіону також вирізняється високим рівнем ендемізму. Серед майже ендемічних ссавців, які окрім колючих хащів, також зустрічаються в сукулентних рідколіссях Мадагаскару, слід відзначити земляного тенрека (Geogale aurita), малого їжакового тенрека (Echinops telfairi), а також шість видів лемурів, зокрема рудохвостого лемура (Lepilemur ruficaudatus), сіфаку Верро (Propithecus verreauxi), котячого лемура (Lemur catta), західного вильчастосмугого лемура (Phaner pallescens), товстохвостого лемура (Cheirogaleus medius) та сірого мишачого лемура (Microcebus murinus). Ендеміками екорегіону є білоногі лемури (Lepilemur leucopus), лепілемури Петтера (Lepilemur petteri), сіро-бурі мишачі лемури (Microcebus griseorufus), мунго Грандід'є (Galidictis grandidieri), великоногі миші Петтера (Macrotarsomys petteri), тенречки Дженкінса (Microgale gracilis) та довгокрили Гріффіта (Miniopterus griffithsi).
Серед ендемічних птахів, поширених в екорегіоні, слід відзначити малого коуа (Coua verreauxi), вохристогорлого коуа (Coua cursor), пустельну вангу-вузькодзьоба (Xenopirostris xenopirostris), маскову вангу (Calicalicus rufocarpalis), буролобу лемурку (Newtonia archboldi) та прибережного нагірника (Monticola imerina). Також ендеміками регіону є рідкісні монії (Monias benschi) та довгохвості підкіпки (Uratelornis chimaera), ареал яких обмежений прибережними рівнинами, що лежать між річками Мангокі та Фіхеранана. Майже ендемічними представниками екорегіону є киритікі (Thamnornis chloropetoides) і пустельні цикірікті (Nesillas lantzii), які також зустрічаються в екорегіоні мадагаскарських сукулентних рідколісь, та мадагаскарські пісочники (Charadrius thoracicus), поширені на морських узбережжях. Серед інших птахів, поширених в екорегіоні, слід відзначити мадагаскарську горлицю (Nesoenas picturatus), мадагаскарського рябка (Pterocles personatus), смугастогрудого боривітра (Falco zoniventris), великого папугу-вазу (Coracopsis vasa), рудоголового коуа (Coua ruficeps), великого коуа (Coua gigas), серподзьобу вангу (Falculea palliata), мадагаскарського шикачика (Ceblepyris cinereus), мадагаскарського фірлюка (Eremopterix hova), сакалаву (Ploceus sakalava), мадагаскарську шаму (Copsychus albospecularis) та червоного фуді (Foudia madagascariensis). 
Герпетофауна екорегіону включає удавів Дюмеріля (Acrantophis dumerili) та дуже рідкісних павукових черепах і (Pyxis arachnoides) і променистих черепах (Astrochelys radiata). Ендеміками екорегіону є антіменові хамелеони (Furcifer antimena), белаландські хамелеони (Furcifer belalandaensis), короткоголові фельзуми (Phelsuma breviceps), чорні ебенавії (Ebenavia maintimainty), короткоголові матоатоа (Matoatoa brevipes), скельні мадагаскарські ігуани (Oplurus saxicola), блакитні мадагаскарські ігуани (Oplurus fierinensis) та гладкі змії Шабо (Liophidium chabaudi).

## Збереження
У межах екорегіону все ще зустрічаються відносно великі ділянки незайманих територій, особливо на північному заході та крайньому південному сході регіону. Швидкість втрати та деградації природних середовищ тут нижча, порівняно з іншими екорегіонами Мадагаскару, частково через відносно низьку щільність населення. Основною загрозою для збереження природи регіону є дрібномасштабна, але повсюдна вирубка хащів на дрова, деревне вугілля та будівельну деревину, особливо враховуючи, що колючі хащі мають повільний темп росту та відновлення. Вирощування кукурудзи та випас великої рогатої худоби і кіз також становить дуже серйозну загрозу для збереження природи регіону. Серед інших загроз слід відзначити поширення інвазивних видів рослин, зокрема опунцій (Opuntia spp.) та цисусів (Cissus spp.) в галерейних лісах, а також незаконний збір ендемічних сукулентних рослин та тварин колекціонерами.
Оцінка 2017 року показала, що 857 км², або 2 % екорегіону, є заповідними територіями. Природоохоронні території включають: Національний парк Ціманампецуца, Національний парк Андохахела, Спеціальний заповідник Беза-Махафалі Спеціальний заповідник мису Святої Марії, Берентійський заповідник та Анцокайський дендрарій.